# Vărben, Kărdjali
Vărben (în bulgară Върбен) este un sat în comuna Kirkovo, regiunea Kărdjali,  Bulgaria. 

## Demografie
Componența etnică a satului Vărben
     Turci (97,6%)
     Nicio identificare (2,4%)
     Altele (0%)
La recensământul din 2011, populația satului Vărben era de 500 locuitori. Din punct de vedere etnic, majoritatea locuitorilor (97,6%) erau turci. Pentru 2,4% din locuitori nu este cunoscută apartenența etnică.